# Дереволаз прикрашений
Дереволаз прикрашений (Adelphobates galactonotus) — вид земноводних з роду Adelphobates родини Дереволази. Отруйна амфібія.

## Опис
Загальна довжина досягає 4 см. Самці відрізняються стрункішою статурою і збільшеними дисками на кінцях пальців. Забарвлення дуже мінливе. Зазвичай основний фон чорний, а верхні частини тулуба і кінцівок коричнево-червоного, помаранчевого або жовтого кольору. Межа кольорів утворює химерну хвилясту лінію. Створюється враження, що жабу зверху мазнули пензлем з густою фарбою. Звідси походить англійське назва виду «splash-backed», що часто перекладають як «оббризканий дереволаз». Відомі популяції цілком білих або однобарвно червоних особин.

## Спосіб життя
Полюбляє первинні дощові та вологі вторинні ліси (80%). Веде наземний спосіб життя, найчастіше зустрічається у повалених, напівзгнилих стовбурах дерев. Часто трапляється вдень, сидячи на якихось узвишшях, навіть у плямах сонячного світла. У порівнянні з іншими видами менш територіальний. Живиться мурахами і термітами.
Статева зрілість настає у віці 1—1,5 років. Самиці відкладають 5—10 яєць. Пуголовки з'являються через 10—14 діб. Живуть у порожнинах дерев, серед листя, де накопичується вода. Метаморфоза триває 12 місяців.

## Розповсюдження
Поширений у центральній Бразилії: на південь від Амазонки у штатах Маран'ян, Пара та Токантінс.